# Elberon (Iowa)
Pour les articles homonymes, voir Elberon.
Elberon est une ville du comté de Tama, en Iowa, aux États-Unis. Elle est fondée en 1882 et incorporée le 28 octobre 1893.

## Source de la traduction
- (en) Cet article est partiellement ou en totalité issu de l’article de Wikipédia en anglais intitulé « Elberon, Iowa » (voir la liste des auteurs).